# Petnica, Valjevo
Petnica (izvirno srbsko Петница) je naselje v Srbiji, ki upravno spada pod Mesto Valjevo; slednja pa je del Kolubarskega upravnega okraja.
- Petnica jama
- Petnica jama
- Petnica jama
- Petnica jama
- Petnica jama
- Petnica jama
- Petnica jama
- Petnica - panorama
- Petnica - panorama
- Petnica - panorama
- Petnica - panorama
- Petnica - panorama
- Petnica - panorama

## Demografija
V naselju živi 471 polnoletnih prebivalcev, pri čemer je njihova povprečna starost 37,8 let (37,6 pri moških in 38,0 pri ženskah). Naselje ima 192 gospodinjstev, pri čemer je povprečno število članov na gospodinjstvo 3,20.
To naselje je, glede na rezultate popisa iz leta 2002, večinoma srbsko, a v času zadnjih 3 popisov je opazen porast števila prebivalcev.
|  |

| Demografija | Demografija     | Demografija     |
| Leto        | Št. prebivalcev | Št. prebivalcev |
| ----------- | --------------- | --------------- |
|             |                 |                 |
|             |                 |                 |
|             |                 |                 |
|             |                 |                 |
| 1948        | 360             |                 |
| 1953        | 401             |                 |
| 1961        | 408             |                 |
| 1971        | 439             |                 |
| 1981        | 414             |                 |
| 1991        | 483             | 481             |
| 2002        | 626             | 614             |
|             |                 |                 |

| Etnična sestava po popisu iz leta 2002 | Etnična sestava po popisu iz leta 2002 | Etnična sestava po popisu iz leta 2002 | Etnična sestava po popisu iz leta 2002 | Etnična sestava po popisu iz leta 2002 |
| -------------------------------------- | -------------------------------------- | -------------------------------------- | -------------------------------------- | -------------------------------------- |
| Srbi                                   | Srbi                                   |                                        | 610                                    | 99,34%                                 |
| Hrvati                                 | Hrvati                                 |                                        | 1                                      | 0,16%                                  |
| Nemci                                  | Nemci                                  |                                        | 1                                      | 0,16%                                  |
| Neznano                                | Neznano                                |                                        | 2                                      | 0,32%                                  |